# Piotr Blank
Piotr Blank herbu Prus III (ur. w 1742, zm. 12 kwietnia 1797) – bankier warszawski, kasjer Stanisława Augusta Poniatowskiego do 1784, wolnomularz.

## Życiorys
Pochodził z rodziny francuskich hugenotów, którzy wyemigrowali do Berlina w XVI wieku. 
Założył bank depozytowo-kredytowy w Warszawie. W 1781 został dzierżawcą loterii krajowej. W 1776 wraz z Janem Dekertem i Jędrzejem Rafałowiczem wydzierżawił od Rzeczypospolitej monopol tabaczny. 
W stolicy posiadał pałac i rezydencję letnią na Faworach. W czasie Sejmu Czteroletniego złożył ofiarę w wysokości 50 000 złotych na powiększenie liczby armii. W 1790 został nobilitowany. Po uchwaleniu konstytucji 3 maja 1791, ofiarował Rzeczypospolitej pięciomiesięczny kredyt bezprocentowy. Po insurekcji warszawskiej 1794, wszedł w skład deputacji, która miała się zająć uregulowaniem obrotów finansowych rządu powstańczego. Na zdobytych papierach ambasady rosyjskiej widniały jego podpisy, gdy kwitował przyjęcie rosyjskich pieniędzy przez jurgieltników.